# Domesticin
Domesticin je alfa-1D-adrenoceptorski antagonist.